# Ora del diavolo

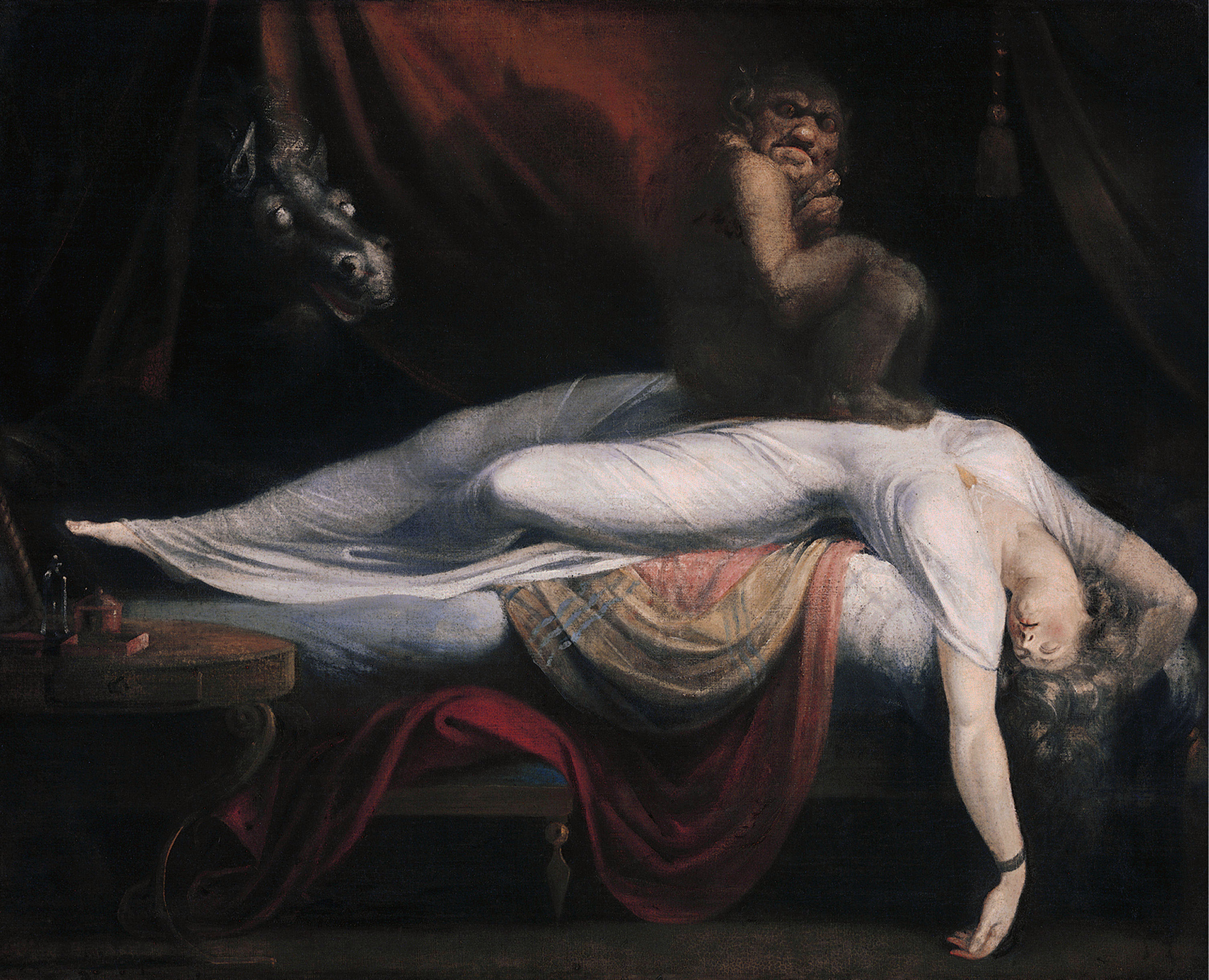
L'incubo di Johann Heinrich Füssli.

Nella cultura anglosassone l'ora del diavolo, o ora delle streghe, è un periodo della notte associato nel folklore popolare a eventi soprannaturali, in cui si pensa che streghe, demoni e fantasmi appaiano e siano al loro massimo potere.
Il concetto di "ora delle streghe" è noto almeno dal 1775, dalla poesia "Night, an Ode" del reverendo Matthew West, anche se le sue origini potrebbero risalire più indietro al 1535, quando la Chiesa cattolica proibiva ogni attività durante l'intervallo tra le 3 e le 4 del mattino, a causa dei timori emergenti sulla stregoneria in Europa. Nella tradizione cristiana occidentale, l'ora tra le 3 e le 4 del mattino era considerata il periodo di massima attività soprannaturale.
È indicata anche come "ora del diavolo" come inversione beffarda dell'orario in cui si suppone sia morto Gesù, alle 15:00.
I ritmi del sonno erano molto diversi in passato: lo storico Roger Ekirch teorizzava che prima della rivoluzione industriale, le persone dormissero in due periodi principali, ed erano sveglie nel mezzo della notte. La notte inglese dura quattordici ore in inverno, e gli esseri umani non hanno bisogno di dormire così a lungo; da qui il primo e il secondo periodo di sonno, con una pausa nel mezzo; la crescente urbanizzazione e le migliori forme di luce artificiale hanno fatto sì che le persone potessero fare a meno del modello a due dormite.
Esiste una letteratura in psicologia che suggerisce che le esperienze di apparizione e le presenze percepite siano più comuni tra le 2 e le 4 del mattino, corrispondenti al picco, alle 3 del mattino, della quantità di melatonina nel corpo.